# María Teresa Ramos Maza
María Teresa Ramos Maza (Fecha y lugar de nacimiento desconocidos-septiembre de 2019) fue una economista mexicana, pionera en los estudios de género en Chiapas y cofundadora del primer posgrado en Estudios e Intervención Feminista en México, que pertenece a la Universidad de Ciencias y Artes de Chiapas. Formó parte de la Red de Género de la Región Sur-Sureste (REIGEN) de la Asociación Nacional de la Universidades e Instituciones de Educación Superior (ANUIES). Se destacó por sus investigaciones sobre mujeres rurales y las culturas tradiciones populares, enfocados en el sur, dándole reconocimiento a la producción textil y artesanal de mujeres indígenas en Chiapas. Falleció en septiembre de 2019.

## Trayectoria y vida profesional
Economista de profesión, realizó sus estudios de posgrado en Antropología Social en la Universidad Autónoma Metropolitana. Investigadora y docente de tiempo completo en el Centro de Estudios de México y Centroamérica de la Universidad de Ciencias y Artes de Chiapas. Integrante del cuerpo académico de “Estudios de Género y Feminismos.”
Entre sus publicaciones se destacan: “Mujeres del campo chiapaneco ante la crisis del campo mexicano y sus nuevas condiciones labores”, “Trabajadoras rurales chiapanecas y relaciones sociales en la producción: ¿hacia una economía solidaria?”. En el año 2018 coordinó el libro “Ruralidades, cultura laboral y feminismos en el sureste de México, el último trabajo que publicó antes de su fallecimiento.